# Ciolănești
Ciolănești est une commune du județ de Teleorman en Roumanie.